# Englische Cricket-Nationalmannschaft in Indien in der Saison 1972/73
Die Tour der englischen Cricket-Nationalmannschaft nach Indien in der Saison 1972/73 fand vom 20. Dezember 1972 bis zum 11. Februar 1973 statt. Die internationale Cricket-Tour war Bestandteil der Internationalen Cricket-Saison 1972/73 und umfasste fünf Tests. Indien gewann die Serie 2–1.

## Vorgeschichte
Für beide Mannschaften war es die erste Tour der Saison.
Das letzte Aufeinandertreffen der beiden Mannschaften bei einer Tour fand in der Saison 1971 in England statt.

## Stadien
Die folgenden Stadien wurden für die Tour als Austragungsort vorgesehen.
| Stadion                   | Stadt    | Kapazität | Spiele  |
| ------------------------- | -------- | --------- | ------- |
| M. A. Chidambaram Stadium | Madras   | 46.000    | 3. Test |
| Feroz Shah Kotla          | Delhi    | 48.000    | 1. Test |
| Green Park Stadium        | Kanpur   | 33.000    | 4. Test |
| Eden Gardens              | Kalkutta | 82.000    | 2. Test |
| Brabourne Stadium         | Mumbai   | 25.000    | 5. Test |

## Kaderlisten
Die Teams benannten die folgenden Kader.
| Test | Test |
| Indien | England |
| --- | --- |
| - Ajit Wadekar (K) - Syed Abid Ali - Mansur Ali Khan Pataudi - Bishan Bedi - Bhagwath Chandrasekhar - Chetan Chauhan - Salim Durani - Farokh Engineer (wk) - Sunil Gavaskar - Ramnath Parkar - Erapalli Prasanna - Dilip Sardesai - Eknath Solkar - Srinivas Venkataraghavan - Gundappa Viswanath | - Tony Lewis (K) - Dennis Amiss - Geoff Arnold - Jack Birkenshaw - Bob Cottam - Mike Denness - Keith Fletcher - Norman Gifford - Tony Greig - Alan Knott (wk) - Chris Old - Pat Pocock - Graham Roope - Derek Underwood - Barry Wood |

## Tests

### Erster Test in Delhi
| 20. – 25. Dezember Scorecard | Delhi | Indien 173 (84.4) & 233 (98.4) | – | England 200 (108.5) & 208-4 (88.5) |
|                              |       | England gewinnt mit 6 Wickets  |   |                                    |

Indien gewann den Münzwurf und entschied sich als Schlagmannschaft zu beginnen.

### Zweiter Test in Kalkutta
| 30. Dezember – 4. Januar Scorecard | Kalkutta | Indien 210 (97.4) & 155 (67.5) | – | England 174 (75.2) & 163 (91) |
|                                    |          | Indien gewinnt mit 28 Runs     |   |                               |

Indien gewann den Münzwurf und entschied sich als Schlagmannschaft zu beginnen.

### Dritter Test in Madras
| 12. – 17. Januar Scorecard | Madras | England 242 (86.5) & 159 (106) | – | Indien 316 (135.1) & 86-6 (33.5) |
|                            |        | Indien gewinnt mit 4 Wickets   |   |                                  |

England gewann den Münzwurf und entschied sich als Schlagmannschaft zu beginnen.

### Vierter Test in Kanpur
| 25. – 30. Januar Scorecard | Kanpur | Indien 357 (167) & 186-6 (84) | – | England 397 (172.5) |
|                            |        | Remis                         |   |                     |

Indien gewann den Münzwurf und entschied sich als Schlagmannschaft zu beginnen.

### Fünfter Test in Bombay
| 6. – 11. Februar Scorecard | Bombay (BS) | Indien 448 (138.2) & 244-5d (96) | – | England 480 (163.1) & 67-2 (29) |
|                            |             | Remis                            |   |                                 |

Indien gewann den Münzwurf und entschied sich als Schlagmannschaft zu beginnen.